# アレッサンドロ・パリゾッティ
アレッサンドロ・パリゾッティ、（Alessandro Parisotti、1853年7月24日 - 1913年4月4日）は、イタリア出身の作曲家。音楽学者。古典研究家。
パリゾッティは17世紀・18世紀の既に埋もれてしまった無数のオペラやその他の声楽作品を集め、1914年にイタリアの音楽出版社リコルディ社から『古典イタリア・アリア集(Arie antiche)』（現在の『イタリア歌曲集』の原点）を出版。
現在のイタリア歌曲集に載せてある歌曲の殆んどは、パリゾッティが17、18世紀のバロック音楽や古典派音楽の様式とは異なった19世紀ロマン派音楽の様式でピアノ伴奏版に編曲したものである。